# Оптична сила
Оптична сила — характеристика здатності оптичної системи фокусувати світло; величина, що характеризує заломлювальну здатність вісесиметричних лінз і центрованих оптичних систем із таких лінз. Позначається здебільшого літерою D, вимірюється в діоптріях.
У системі SI одиницею вимірювання оптичної сили є обернений метр (м−1).
Для оптичної системи із фокусною відстанню F оптична сила дорівнює
{\displaystyle D={\frac {1}{F}}}.
D > 0 — лінза збиральна
D < 0 — лінза розсіювальна
У межах справедливості параксиальної оптики оптична сила складної системи оптичних приладів із спільною віссю дорівнює сумі оптичних сил складових системи.
Для вимірювання оптичної сили, зокрема лінз, використовують спеціальний прилад діоптриметр (лінзометр).

## Визначення
Фокусна відстань — відстань від оптичного центра до головного фокуса, а фокус лінзи — точка, в якій перетинаються заломлені лінзою промені, що падають на систему паралельно до її головної оптичної осі, або їх продовження.
На відміну від фокусної відстані, що визначає в переважно масштаб зображення, оптична сила визначає збіжність пучка, тобто величину, обернену до фокусної відстані. Оптична сила вимірюється в діоптріях. Якщо фокусну відстань дано в сантиметрах, оптичну силу в діоптріях отримують діленням числа 100 на фокусну відстань, і так само за даною оптичною силою можна знайти фокусну відстань, поділивши 100 на оптичну силу, виражену в діоптріях.
В Україні, в ДСТУ OIML D 2:2007, діоптрію згадано серед одиниць вимірювання, «які можна застосовувати тимчасово до терміна, визначеного національними правилами, але які не треба вводити туди, де їх не застосовують».
Оптична сила системи, що складається з двох розташованих у повітрі лінз з оптичними силами {\displaystyle D_{1}} і {\displaystyle D_{2}}, визначають за формулою:
{\displaystyle D=D_{1}+D_{2}-dD_{1}D_{2}~,}
де {\displaystyle d} — відстань між задньою головною площиною першої лінзи і передньою головною площиною другої лінзи. У разі тонких лінз {\displaystyle d} збігається з відстанню між лінзами.
Зазвичай оптична сила використовується для характеристики лінз, що використовуються в офтальмології, в позначеннях окулярів і для спрощеного геометричного визначення траєкторії променя.
Для вимірювання оптичної сили лінз використовують діоптриметри, які дозволяють проводити вимірювання, зокрема, астигматичних і контактних лінз.